# Joseph von Mering

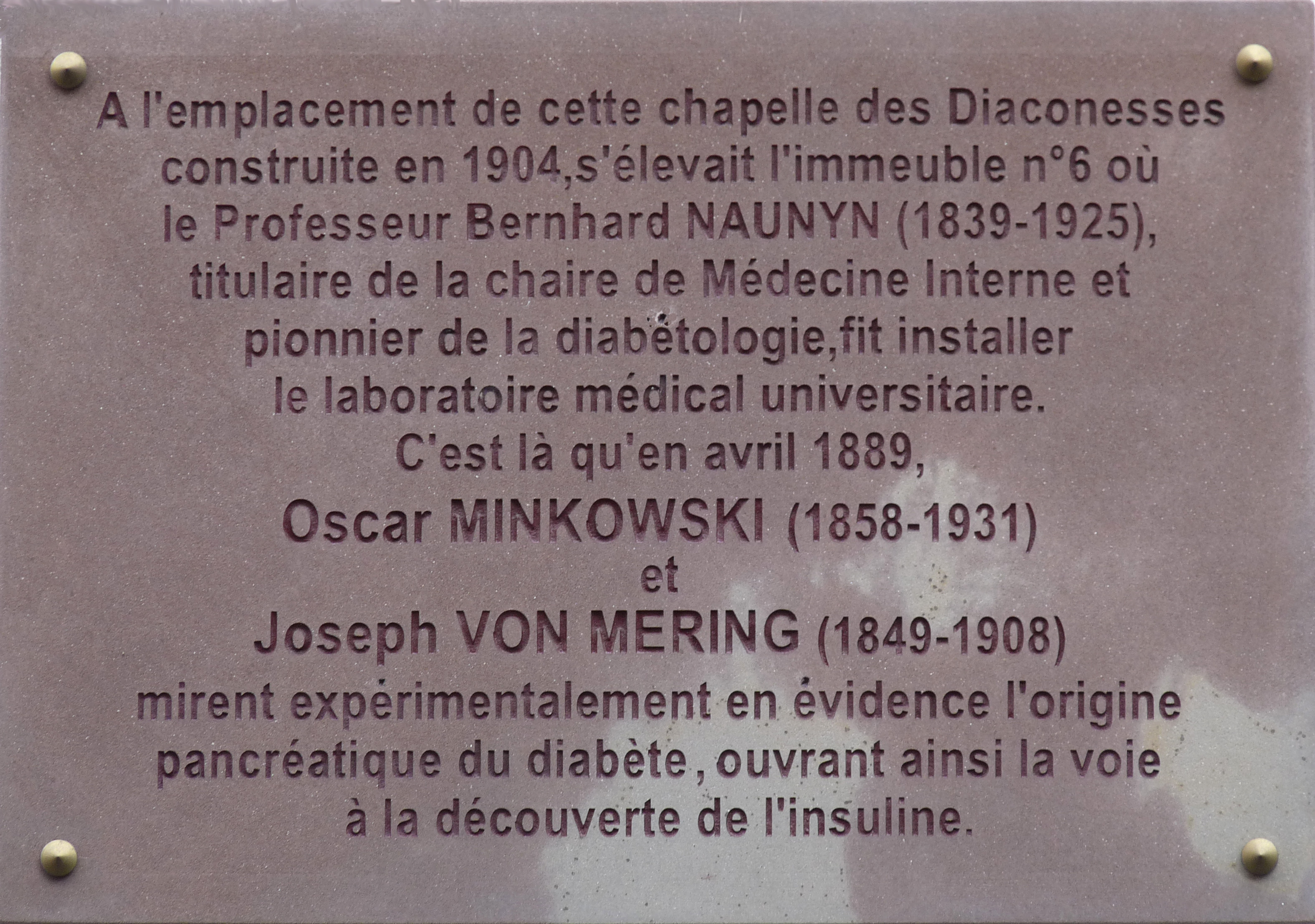
Tablica pamiątkowa w Strassburgu

Josef Freiherr von Mering (ur. 28 lutego 1849 w Kolonii, zm. 5 stycznia 1908 w Halle) – niemiecki lekarz, szlachcic.
Studiował na Uniwersytecie w Bonn, Greifswaldzie i Strasburgu, tytuł doktora medycyny otrzymał w 1873. Do 1877 był asystentem Frerichsa w Berlinie. W 1879 habilitował się z chemii fizjologicznej. Od 1890 na katedrze Uniwersytetu w Halle.
Pracując na Uniwersytecie w Strasburgu, razem z Oskarem Minkowskim odkrył, że trzustka pełni rolę w powstawaniu cukrzycy, co ukierowało badania, które ostatecznie doprowadziły do wyizolowania insuliny przez Fredericka Bantinga, Charlesa Besta oraz Jamesa Collipa.